# Culicoides submagnesianus
Culicoides submagnesianus är en tvåvingeart som beskrevs av Tokunaga 1962. Culicoides submagnesianus ingår i släktet Culicoides och familjen svidknott. Inga underarter finns listade i Catalogue of Life.